# Dybbølsbro (stacja kolejowa)
Dybbølsbro (duń: Dybbølsbro Station) – stacja kolejowa w Kopenhadze, w dzielnicy Vesterbro, w regionie stołecznym, w Danii.
Stacja została otwarta w listopadzie 1934 - w ramach jednej z pierwszych linii S-tog. Stary drewniany budynek dworca został rozebrany w latach 90. XX wieku, kiedy stacja przeszła gruntowną modernizację. Po modernizacji perony stały się dostępne poprzez kładkę ze schodami i windami. Istnieją dwa perony i trzy tory w ruchu pasażerskim.
Ruch pasażerski na Dybbølsbro gwałtownie wzrósł po otwarciu centrum handlowego Fisketorvet w 2000 roku.

## Galeria

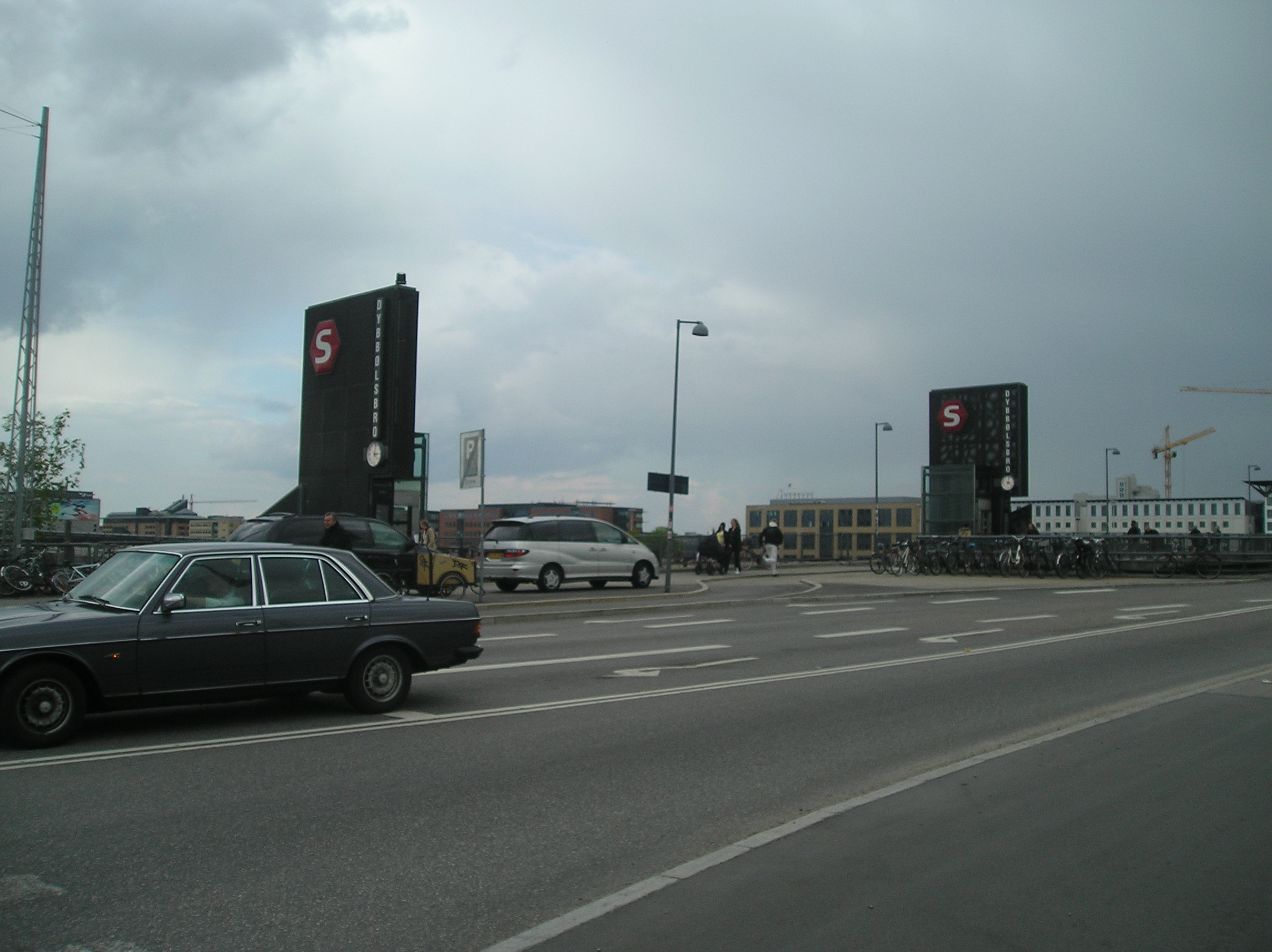
Widok od Ingerslevsgade
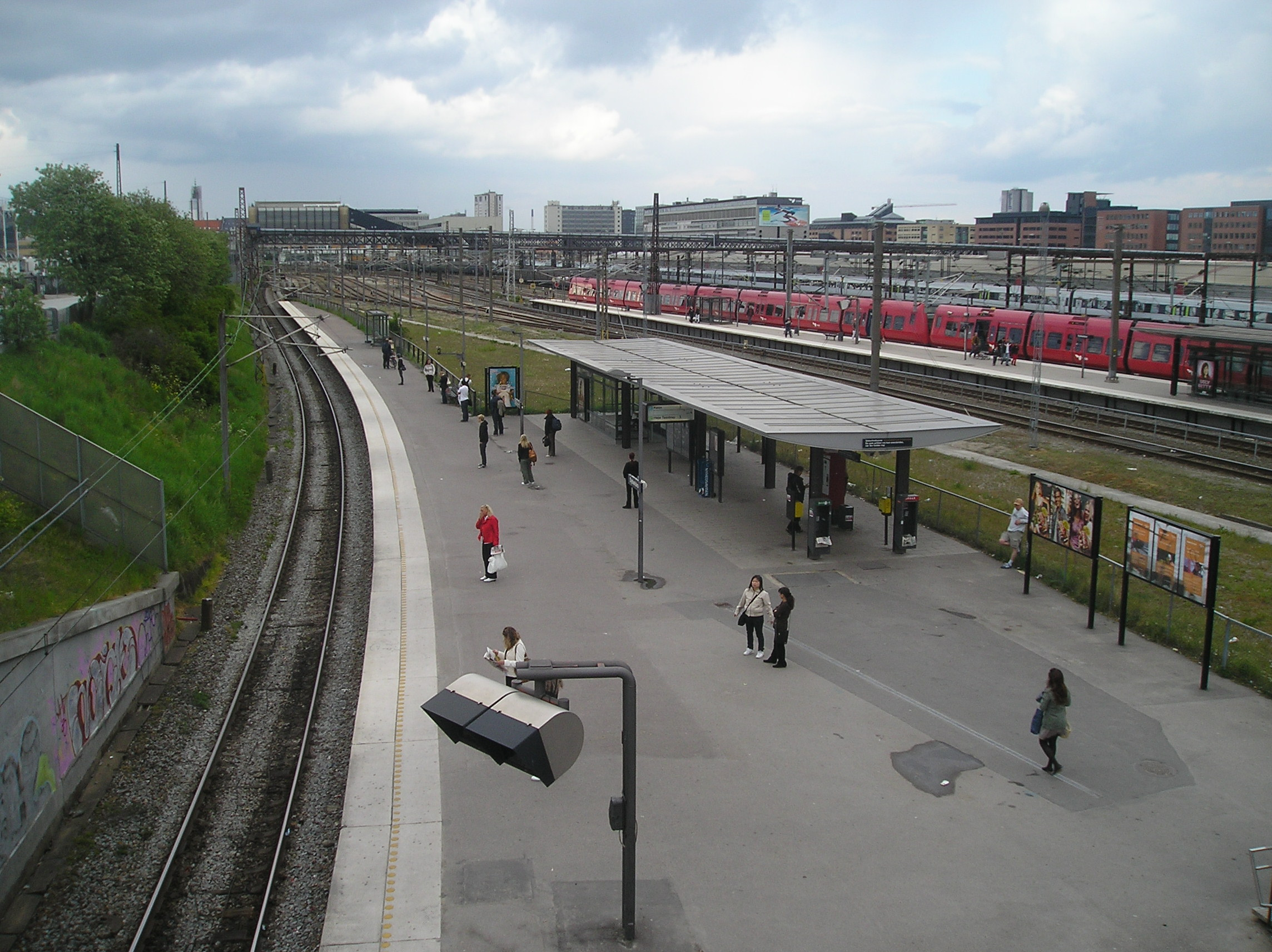
Peron
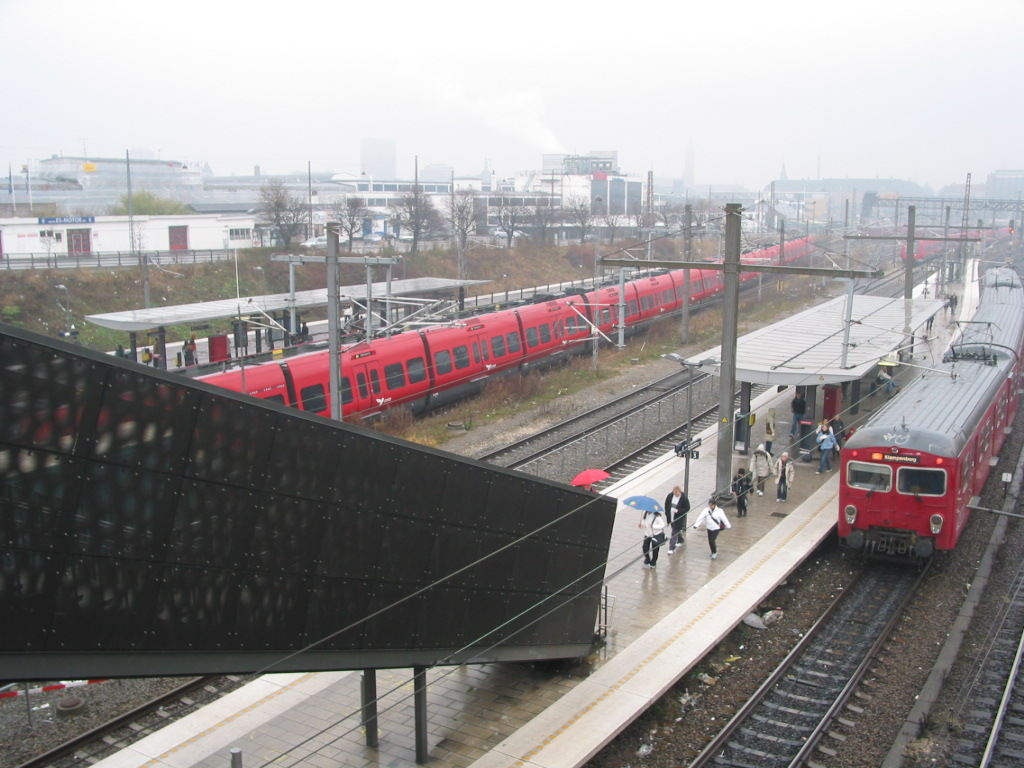
Perony
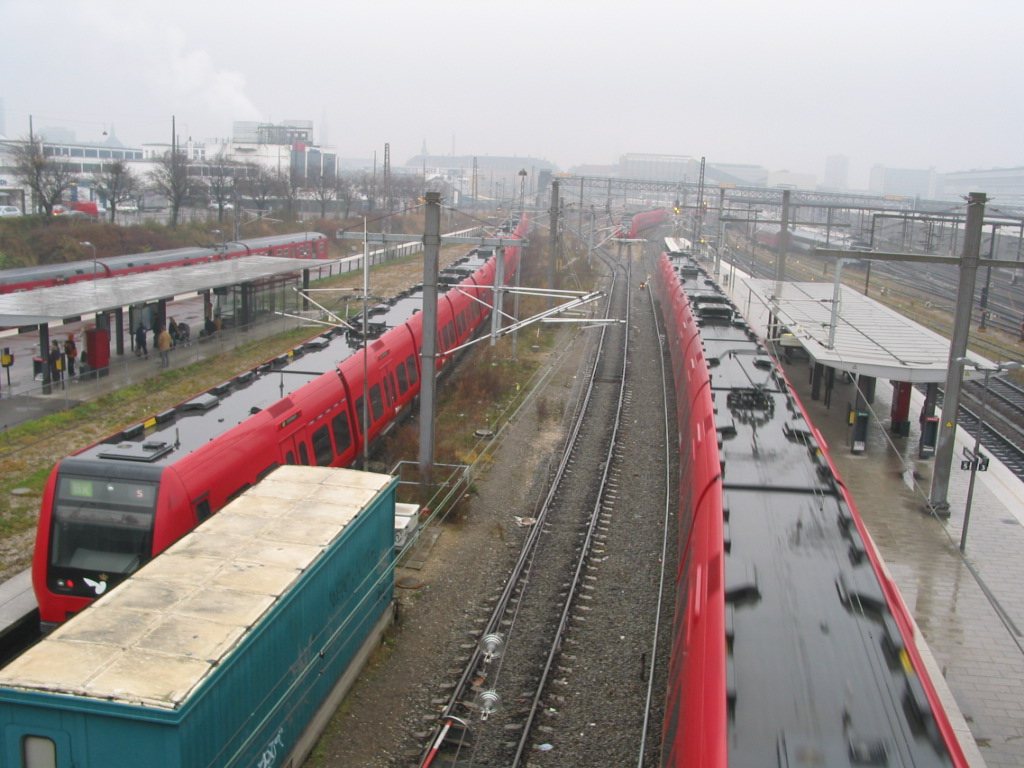
Widok na stację